# Historia del topónimo Torrente
El topónimo de la ciudad de Torrente (Valencia) ha sido objeto de varios estudios con el fin de determinar su origen. No es hasta 1232 cuando aparece en un documento escrito por primera vez, pero se sabe que el término municipal estaba habitado desde la Edad de Bronce.
No se sabe a ciencia cierta de donde proviene el nombre de la ciudad aunque se barajan diversas hipótesis.
Podría tener su origen los antiguos íberos. Tomando la raíz ibérica Tor (colina alargada) y el sufijo Ent se origina Torenti/Torrenti que recuerda al nombre actual de la ciudad y podría ser una referencia a El Vedado. También podría derivar de la raíz Torenti (altura) ya que había un poblado en la Edad del Bronce valenciana.
En latín nos encontramos con 2 familias de palabras en las que podría integrarse. Por un lado tenemos la familia de turris (del que deriva el castellano torre) con el adjetivo de 2ª declinación Turritus (torreado, fortificado). Este nombre podría ser debido a La Torre que se encuentran en el casco urbano y a la antigua fortificación que tenían alrededor. También se especula con que el nombre derive de la familia Torrēre (secar, quemar) del que deriva torrens/torrentis (rápido, impetuoso, violento), debido a que cerca de la ciudad se encuentra un barranco.
Ambas teorías tiene argumentos sólidos a su favor, pero el cronista Vicent Beguer i Esteve considera que la segunda teoría es más factible, aunque se pregunta porqué se llamó antiguamente Torrente a esta villa en concreto si el barranco discurre por varios pueblos más de la comarca.
El cronista Silvino Beneyto y Tasso asegura en cambio que el nombre deriva sin lugar a dudas de La Torre.
Don J. Costa, estudioso arabista, cree en cambio que el nombre deriva del barranco, ya que descubrió que el río Torrens del que hablan algunos textos latinos es precisamente el barranco que pasa por la ciudad.
El primero documento en el que aparece el nombre de Torrent es un documento de Jaime I de Aragón que data del 18 de febrero de 1232 en el que dona las tierras en las que se encuentra la villa a los Caballeros Hospitalarios de San Juan de Jerusalén: "pero propium alodium, iberam et francum castra e Vilas de Torrent et de Cilla, que loca sunt in termino regni Valencia". Este documento indica que desde años antes ya se conocía la villa como Torrent.
A fines del siglo XVIII, la obra cumbre de Antonio José de Cavanilles (1795) se refiere a Torrente como Torrent () 
El nombre Torrent perdura hasta que en una Real Orden del 24 de febrero de 1860 se ordena que en todas las poblaciones en las que se hablen otras lenguas se traduzcan los nombres al castellano. Entonces se añadió una “e” al final del nombre para castellanizarlo y el nombre oficial pasó a ser Torrente, pero la población por costumbre siguió utilizando el topónimo Torrent.
Durante el siglo XX, debido al aumento considerable de la población y su castellanización comenzó a utilizarse más el nombre Torrente.[cita requerida]
Durante la transición se inició un movimiento ciudadano con el fin de recuperar el nombre en valenciano de Torrent y en 1979 se cursó una petición al Gobierno de Madrid junto a 4000 firmas de vecinos. En el Consejo de Ministros del 2 de febrero de 1979 se aprobó el cambio de denominación, pasando Torrent a ser el nombre oficial.
Sin embargo, Torrente es la única denominación correcta en castellano. Entre la población se sigue empleando el topónimo Torrente.[cita requerida]

## Fotos de la ciudad de Torrente
- Periódico digital de la ciudad de Torrente www.torrentaunclic.es

- Datos: Q5900385